# Bükkszentkereszt, Borsod-Abaúj-Zemplén
Bükkszentkereszt (în slovacă Nová Huta) este un sat în districtul Miskolc, județul Borsod-Abaúj-Zemplén, Ungaria, având o populație de 1.245 de locuitori (2011).

## Demografie
Componența etnică a satului Bükkszentkereszt
     Maghiari (77,72%)
     Slovaci (21,17%)
     Necunoscut (0,48%)
     Alții (0,63%)
Componența confesională a satului Bükkszentkereszt
     Romano-catolici (53,82%)
     Fără religie (7,39%)
     Reformați (4,5%)
     Necunoscută (32,85%)
     Alte religii (3,78%)
Conform recensământului din 2011, satul Bükkszentkereszt avea 1.245 de locuitori. Din punct de vedere etnic, majoritatea locuitorilor (77,72%) erau maghiari, cu o minoritate de slovaci (21,17%). Apartenența etnică nu este cunoscută în cazul a 0,48% din locuitori.  Din punct de vedere confesional, majoritatea locuitorilor (53,82%) erau romano-catolici, existând și minorități de persoane fără religie (7,39%) și reformați (4,5%). Pentru 32,85% din locuitori nu este cunoscută apartenența confesională.